# L'Inattendue
 (juillet 2025).
Pour les articles homonymes, voir L'Inattendu.
Pour plus de détails, voir Fiche technique et Distribution.
L'Inattendue est un film français réalisé et produit par Patrick Mimouni en 1987.

## Synopsis
Nina, une vieille actrice russe, a élevé seule son petit-fils, Boris. Se sachant malade, elle conçoit de le présenter à l’un de ses amis, Igor, sorte de voyant extralucide, pour lui demander sa protection, mais plus encore d’engager son petit-fils comme secrétaire. Mais, ce même jour, elle découvre Boris pour la première fois dans les bras d’un amant. Elle tombe de haut, mais sa stupeur est en grande partie feinte, car elle se doute depuis longtemps déjà que Boris se livre à des numéros de travesti occasionnels et qu’il gagne ainsi sa vie. En réalité, entre la grand-mère et le petit-fils, un double jeu très ancien se révèle et, sans doute, une manière d’éducation sentimentale.
L’Inattendue est la première partie de Bertrand disparu, même s’ils peuvent être vus d’une manière autonome.

## Fiche technique
- Genre : court métrage
- Lieux, époque : Paris, années 1980
- Durée : 27 minutes
- Format : 35 mm couleur - 1,66:1
- Scénario, adaptation et dialogues : Patrick Mimouni
- Casting : Anne Singer
- Image : Jérôme Robert, Florent Montcouquiol
- Décor et costumes : Patrick Mimouni
- Son : François Waledish, Henri Maïkoff, Alain Garnier
- Montage : Patrick Mimouni
- Réalisation : Patrick Mimouni
- Production exécutive : Bruno Anthony de Trigance
- Produit par Les films du Labyrinthe, avec le concours du CNC
- Visa no 61 987

## Distribution
- Olga Valery : Nina
- Nini Crépon : Boris
- Vernon Dobtcheff : Igor
- Patrick Le Hir : Patrick
- Éric Picou : l’ami de Boris

## Distinctions
- Prix du Public au festival du court-métrage d’Épinay en 1988
- Prix de Qualité du CNC en 1988